# Festival cinematografico internazionale di Mosca 1959
La 1ª edizione del Festival cinematografico internazionale di Mosca si è svolta a Mosca dal 3 al 17 agosto 1959.
Il Grand Prix fu assegnato al film sovietico Il destino di un uomo diretto da Sergej Bondarčuk.

## Giuria
- Sergej Gerasimov ( Unione Sovietica - Presidente della Giuria)
- Antonin Brousil ( Cecoslovacchia)
- Emma Väänänen ( Finlandia)
- Thorold Dickinson ( Regno Unito)
- Christian-Jaque ( Francia)
- Kálmán Nádasdy ( Ungheria)
- Hans Rodenberg ( Germania Est)
- Bimal Roy ( India)
- Henri Storck ( Belgio)
- Jerzy Toeplitz ( Polonia)
- Kiyohiko Ushihara ( Giappone)
- Zhang Junxiang ( Cina)
- Sergej Jutkevič ( Unione Sovietica)

## Film in competizione
| Film                                              | Regista                         | Nazione                   |
| ------------------------------------------------- | ------------------------------- | ------------------------- |
| Útek ze stínu                                     | Jiří Sequens                    | Cecoslovacchia            |
| Tegnap                                            | Márton Keleti                   | Ungheria                  |
| Liman tashrouk al chams                           | Joseph Fahdi                    | Libano                    |
| Il diario di Anna Frank (The Diary of Anne Frank) | George Stevens                  | USA                       |
| India                                             | Roberto Rossellini              | Italia, Francia           |
| Punainen viiva                                    | Matti Kassila                   | Finlandia                 |
| Das haut einen Seemann doch nicht um              | Arthur Maria Rabenalt           | Germania Ovest, Danimarca |
| Jalsaghar                                         | Satyajit Ray                    | India                     |
| Finalmente l'alba (Wir Wunderkinder)              | Kurt Hoffmann                   | Germania Ovest            |
| Mingea                                            | Andrei Blaier e Sinisa Ivetici  | Romania                   |
| Chung mot dong song                               | Nguyen Hong Ngi e Pham Hieu Zan | Vietnam del Nord          |
| Hubb lel-abad                                     | Youssef Chahine                 | Egitto                    |
| The Day Shall Dawn                                | A. J. Kardar                    | Pakistan, Regno Unito     |
| El hambre nuestra de cada día                     | Rogelio A. González             | Messico                   |
| Itsuka kita michi                                 | Koji Shima                      | Giappone                  |
| Die unvollkommene Ehe                             | Robert A. Stemmle               | Austria                   |
| Wan zi qian hong zong shi chun                    | Shen Fu                         | Cina                      |
| Cara de Fogo                                      | Galileu Garcia                  | Brasile                   |
| Orzel il sommergibile fantasma (Orzel)            | Leonard Buczkowski              | Polonia                   |
| Das Lied der Matrosen                             | Kurt Maetzig e Günter Reisch    | Germania Est              |
| Sommarnöje sökes                                  | Hasse Ekman                     | Svezia                    |
| Ardyn elch                                        | Dejidiin Jigjid                 | Mongolia                  |
| La sentenza (La sentence)                         | Jean Valère                     | Francia                   |
| Said effendi                                      | Kameran Husni                   | Iraq                      |
| Chunhyangdyun                                     | Yun Ryon Gyu                    | Corea del Nord            |
| Kroz granje nebo                                  | Stole Janković                  | Yugoslavia                |
| A Cry from the Streets                            | Lewis Gilbert                   | Regno Unito               |
| Il destino di un uomo (Sud' ba čeloveka)          | Sergej Bondarčuk                | URSS                      |
| Tana                                              | Kristaq Dhamo                   | Albania                   |
| Fanfare                                           | Bert Haanstra                   | Paesi Bassi               |

## Premi
- Grand Prix: Il destino di un uomo, regia di Sergej Bondarčuk
- Medaglie d'Oro:
  - Finalmente l'alba, regia  di Kurt Hoffmann
  - The Day Shall Dawn, regia  di A. J. Kardar
  - Útek ze stínu, regia  di Jiří Sequens
- Medaglie d'Argento:
  - Attore: Wieńczysław Gliński, Bronisław Pawlik e Aleksander Sewruk per Orzel
  - Attrice: Pureviin Tsevelsuren per Ardyn elch
  - Direttore della fotografia: Un Thak per Chunhyangdyun
  - Compositore: Ustad Vilayat Khan per Jalsaghar
  - Regista: Lewis Gilbert per A Cry from the Streets
- Diplomi:
  - Koji Shima per Itsuka kita michi
  - Jean Valère per La sentenza